# Gnóm

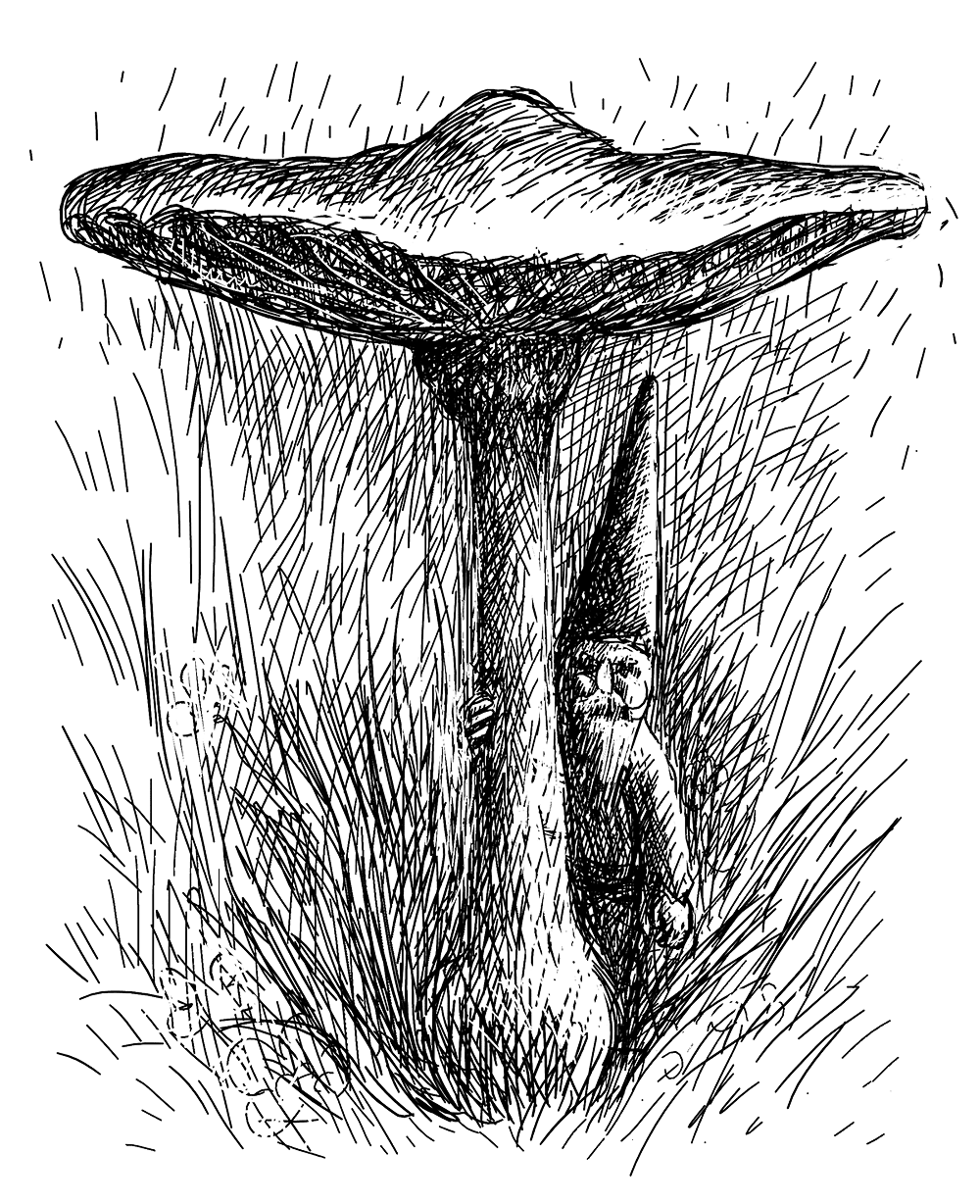
Gnóm Nisse vykukující zpoza muchomůrky (ilustrace Jean-noël Lafargue)

Gnómové jsou mytické bytosti vyznačující se malým vzrůstem a spřízněností se zemí. Jejich pojetí se nicméně značně liší v pohádkách, magii či fantasy literatuře. V moderní popkultuře často splývají s trpaslíky.

## Gnómové v magii
Patrně Paracelsem počínaje, uvádí se gnómové jakožto bytosti reprezentující živel země (elementálové). Pokročilejší chápání elementálů jako pudových a smrtelných bytostí, které prostředkují styk mezi psychickým a hmotným světem, representuje například dílo Gérarda Encausseho alias Papuse. V jeho pojetí jsou gnómové projevem astrální látky, která oživuje živel země. Jako jejich vládce uvádí génia jménem Gob, ze světových stran pak s nimi koresponduje sever, jejich hieroglyfem je býk, nástrojem meč a souvisejícím temperamentem melancholie.
V magickém grimoáru Magia innaturalis, jenž je připisován Faustovi, figurují gnómové jako duchové živlu země, jejichž vládcem je duch Buriel, který se velmi obává světla a jemuž vládne démon Marbuel.Mezi gnómy jsou řazeni i Pigmeové a jejich vládce Urinaphton, kteří jsou na rozdíl od Buriela a některých dalších gnómů mírumilovní. Totožným způsobem rozděluje hierarchii gnómů hermetik a spisovatel Jan Kefer, jenž z Faustových grimoárů čerpal. O gnómech a hierarchiích živlů se zmiňuje i Aleister Crowley ve své knize Liber 777 a František Bardon.

## Gnóm vs. trpaslík
V češtině se původně označení gnóm nevyskytuje a bývalo překládáno jako trpaslík. V některých jazycích, například v angličtině, se ovšem rozlišuje mezi gnomes a dwarves - přičemž pod pojmem gnome jsou řazeny i bytosti, které čeština obvykle chápe jako trpaslíky či skřítky. Typický gnóm v pojetí lidové kultury je malý človíček se špičatou červenou čepicí a dlouhými vousy. Například zahradní trpaslíci se anglicky nazývají garden gnomes. Naopak trpaslík-dwarf je bytost přejatá ze severské mytologie a representuje řekněme drsnější a méně roztomilou tvář trpasličí podoby.

## Gnómové ve fantasy

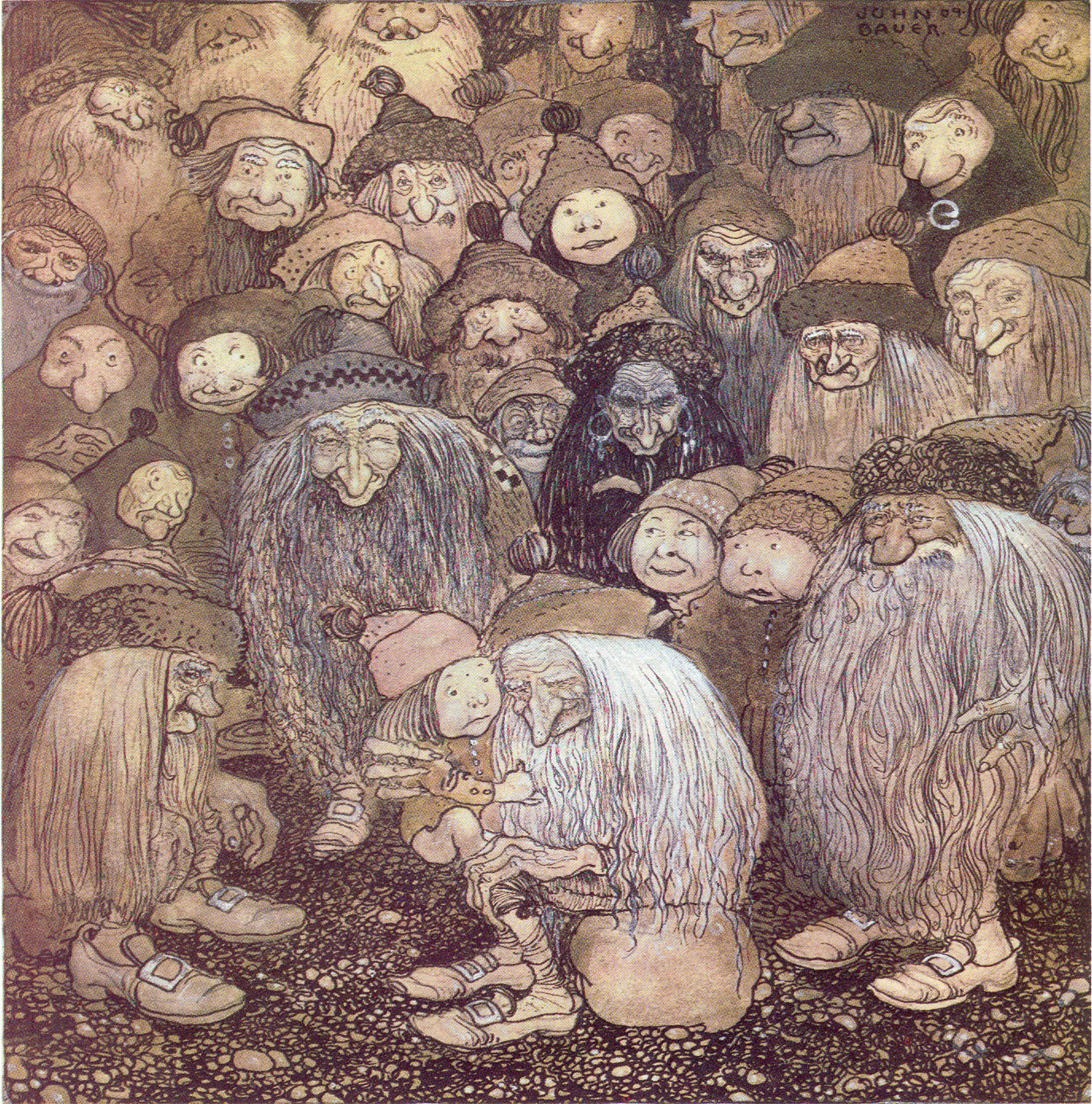
Mezi skřítky a trolly, 1909, Švédsko

Gnómové jsou většinou bytosti podobné lidem, nicméně výrazně menšího vzrůstu. Od trpaslíků (dwarves) se odlišují subtilnější tělesnou stavbou a bližším vztahem k magii. Často stojí na straně "dobra" či bývají neutrální, což je obvykle odlišuje od rovněž spřízněných goblinů. Pro anatomii gnómů jsou také charakteristické výrazné rysy tváře, větší nos i uši a delší ruce. Vynikají v řemeslech, zejména ve vynalézání nových technických udělátek, mechanických strojů, různých pastí či dokonalých mechanických zbraní, ale bývají také vynikajícími alchymisty. Zvláště v RPG hrách je za rozšířenou zbraň gnómů, kterou též vynalezli, považována kuše, ale také různé výbušniny či mechanické nástrahy. Často žijí v podhůří hor v těsném sousedství s trpaslíky, se kterými čile obchodují i spolupracují.

### Gnómové ve světě Warcraftu
Jsou významní tím, že jsou malí a šikovní (například v dolech), jsou většinou řemeslníky, inženýry, ale najdou se i mágové, válečníci a další povolání. Patří k Allianci.

### Gnómové u J. R. R. Tolkiena
V původní verzi knih J. R. R. Tolkiena byl gnómové nazýván jeden z elfských národů (Noldor). Tolkien pojem zavedl, protože odkazuje na tajné znalosti Noldor, ale přestal ho používat, neboť měl strach, že pak bude Noldor přisuzován i vzhled gnómů. Přesto bylo toto slovo použito i ve starších verzích textu Pána prstenů.